# Liste der Gebietsänderungen in Niedersachsen
Die Liste der Gebietsänderungen in Niedersachsen umfasst alle Gebietsänderungen die zum heutigen Land Niedersachsen geführt haben. Die Liste ist chronologisch geordnet und größere Gebietsreformen sind in zum Teil eigenen Artikeln zu finden.
Hinweis: Der Artikel erhebt keinen Anspruch auf Vollständigkeit wegen der Komplexität des Themas.

## Stammesherzogtum Sachsen
- seit dem 7. Jahrhundert bis 1180, als es in verschiedene Teile zerbrach (Gelnhäuser Urkunde von 1180).
- siehe auch: Liste mittelalterlicher Landesherrschaften im Gebiet des heutigen Niedersachsens

## Herzogtum Braunschweig-Lüneburg(ab 1235)
- Neugründung im Jahre 1235 aus den Eigengütern der Welfen. Zerfiel ab 1269 in mehrere Teilfürstentümer. Mit der Zeit kamen durch Erbschaft oder Kauf viele der 1180 verloren Gebiete zurück.

## Kurfürstentum Braunschweig-Lüneburg(1692 bis 1806/1814)
- 1789

## Königreich Hannover(1814 bis 1866)
- Das Königreich Hannover entstand 1814 auf dem Wiener Kongress als Nachfolgestaat des Kurfürstentums Braunschweig-Lüneburg.

### Landdrosteien (1816/1823 bis 1885)
| Gebiet | neue Landdrostei                                                        | Bild |
| --- | ----------------------------------------------------------------------- | ---- |
| Zur Verwaltung des Königreichs Hannover wurden 1816 Mittelbehörden gebildet, die zunächst Provinzialregierung und ab 1823 Landdrostei hießen. |                                                                         |      |
| ehem. preußischen Provinz Ostfriesland | Landdrostei Aurich Amtsfreie Städte: 3 (1885) Ämter: 14 (1852) 8 (1885) |      |
| Fürstentum Calenberg | Landdrostei Hannover Amtsfreie Städte: 10 (1885) Ämter: 18 (1885)       |      |
| Grafschaft Hoya | Landdrostei Hannover Amtsfreie Städte: 10 (1885) Ämter: 18 (1885)       |      |
| Grafschaft Diepholz | Landdrostei Hannover Amtsfreie Städte: 10 (1885) Ämter: 18 (1885)       |      |
| Fürstentum Hildesheim | Landdrostei Hildesheim Amtsfreie Städte: 10 (1885) Ämter: 20 (1885)     |      |
| Fürstentum Göttingen | Landdrostei Hildesheim Amtsfreie Städte: 10 (1885) Ämter: 20 (1885)     |      |
| Fürstentum Grubenhagen (ohne den Oberharz) | Landdrostei Hildesheim Amtsfreie Städte: 10 (1885) Ämter: 20 (1885)     |      |
| Grafschaft Hohnstein | Landdrostei Hildesheim Amtsfreie Städte: 10 (1885) Ämter: 20 (1885)     |      |
| Fürstentum Lüneburg | Landdrostei Lüneburg Amtsfreie Städte: 9 (1885) Ämter: 21 (1885)        |      |
| Fürstentum Osnabrück | Landdrostei Osnabrück Amtsfreie Städte: 5 (1885) Ämter: 15 (1885)       |      |
| Grafschaft Bentheim | Landdrostei Osnabrück Amtsfreie Städte: 5 (1885) Ämter: 15 (1885)       |      |
| Niedergrafschaft Lingen | Landdrostei Osnabrück Amtsfreie Städte: 5 (1885) Ämter: 15 (1885)       |      |
| Herzogtum Arenberg-Meppen | Landdrostei Osnabrück Amtsfreie Städte: 5 (1885) Ämter: 15 (1885)       |      |
| Herzogtum Bremen | Landdrostei Stade Amtsfreie Städte: 5 (1885) Ämter: 18 (1885)           |      |
| Herzogtum Verden | Landdrostei Stade Amtsfreie Städte: 5 (1885) Ämter: 18 (1885)           |      |
| Land Hadeln | Landdrostei Stade Amtsfreie Städte: 5 (1885) Ämter: 18 (1885)           |      |
| Oberharz | Berghauptmannschaft Clausthal                                           |      |
| 1842 |                                                                         |      |
| Amt Elbingerode aus Landdrostei Hildesheim | zu Berghauptmannschaft Clausthal                                        |      |
| 1868 |                                                                         |      |
| Berghauptmannschaft Clausthal | aufgelöst                                                               |      |
| Amt Elbingerode | Landdrostei Hildesheim                                                  |      |
| Amt Zellerfeld | Landdrostei Hildesheim                                                  |      |

## Provinz Hannover(1866 bis 1946)

### Verwaltungsgliederung ab 1885
Am 1. April 1885 wurden die sechs Landdrosteien in Regierungsbezirke umgewandelt:
Die Regierungsbezirke wurden in neue Stadt- und Landkreise untergliedert, wobei die alte Ämterstruktur aufgehoben wurde. Kreissitze, die vom Namen des Kreises abweichen, sind in der folgenden Auflistung in Klammern hinzugefügt:
Nach der Eingliederung in Preußen blieben in der Provinz Hannover die bisherigen Verwaltungseinheiten (Steuerkreise und Ämter) zunächst bestehen. Mit Wirkung vom 1. April 1885 wurden Verwaltungseinheiten mit der in Preußen üblichen Bezeichnung Kreis neu gebildet.
- Regierungsbezirk Aurich:
Landkreis: Emden
Kreis: Aurich, Leer, Norden, Weener und Wittmund
Stadtkreis: Emden
- Regierungsbezirk Hannover:
Landkreis: Hannover
Kreise: Diepholz, Hameln, Hoya, Linden, Neustadt am Rübenberge, Nienburg, Springe, Stolzenau, Sulingen und Syke
Stadtkreis: Hannover
- Regierungsbezirk Hildesheim:
Landkreise: Göttingen und Hildesheim
Kreise: Alfeld (Leine), Duderstadt, Einbeck, Goslar, Gronau, Ilfeld, Marienburg in Hannover, Münden, Northeim, Osterode am Harz, Peine, Uslar und Zellerfeld
Stadtkreise: Göttingen und Hildesheim
- Regierungsbezirk Lüneburg:
Landkreise: Celle, Harburg und Lüneburg
Kreise: Bleckede, Burgdorf, Dannenberg, Fallingbostel, Gifhorn, Isenhagen, Lüchow, Soltau, Uelzen und Winsen
Stadtkreise: Celle, Harburg und Lüneburg
- Regierungsbezirk Osnabrück:
Landkreis: Osnabrück
Kreise: Aschendorf, Bersenbrück, Grafschaft Bentheim, Hümmling, Iburg, Lingen, Melle, Meppen und Wittlage
Stadtkreis: Osnabrück
- Regierungsbezirk Stade:
Kreise: Achim, Blumenthal, Bremervörde, Geestemünde, Hadeln, Jork, Kehdingen, Lehe, Neuhaus an der Oste, Osterholz, Rotenburg in Hannover, Stade, Verden und Zeven

## Niedersachsen(1946 bis 1949)

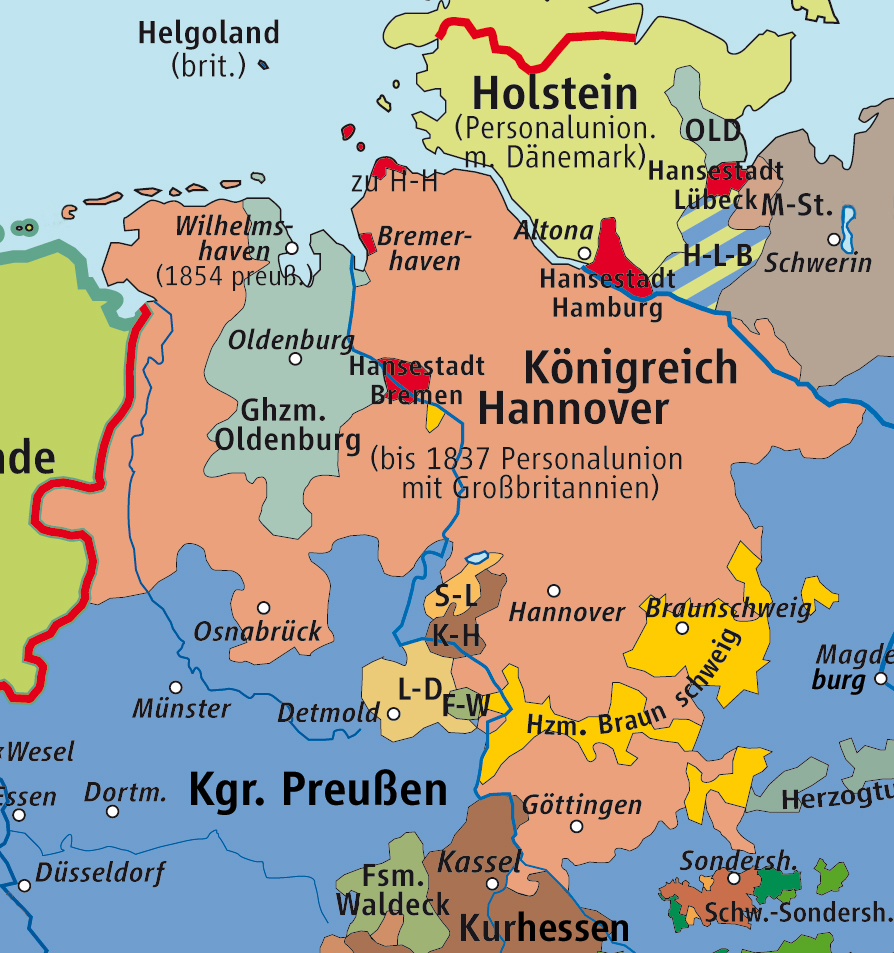
Geografische Lage des Landes Hannover (in der Karte noch als Königreich Hannover)

Am 8. November 1946 wurde die Verordnung Nr. 55 der britischen Militärregierung erlassen, durch die rückwirkend zum 1. November 1946 das Land Niedersachsen mit der Hauptstadt Hannover gegründet wurde. Das Land entstand aus der Vereinigung der Länder Land Braunschweig, Freistaat Oldenburg und Schaumburg-Lippe mit dem schon zuvor gebildeten Land Hannover.

## Gegenwart (1974 bis heute)
| Jahr | Anz. Gdme. | Veränd. | Anzahl SGdme. |
| ---- | ---------- | ------- | ------------- |
| 1952 | 4.276      |         |               |
| 1953 | 4.284      | 8       |               |
| 1954 | 4.283      | -1      |               |
| 1955 | 4.283      | 0       |               |
| 1956 | 4.282      | -1      |               |
| 1957 | 4.279      | -3      |               |
| 1958 | 4.276      | -3      |               |
| 1959 | 4.273      | -3      |               |
| 1960 | 4.273      | 0       |               |
| 1961 | 4.278      | 5       |               |
| 1962 | 4.275      | -3      |               |
| 1963 | 4.264      | -11     |               |
| 1964 | 4.256      | -8      |               |
| 1965 | 4.249      | -7      |               |
| 1966 | 4.244      | -5      |               |
| 1967 | 4.236      | -8      |               |
| 1968 | 4.231      | -5      |               |
| 1969 | 4.158      | -73     |               |
| 1970 | 4.088      | -70     |               |
| 1971 | 4.091      | 3       |               |
| 1972 | 3.987      | -104    |               |
| 1973 | 2.571      | -1.416  |               |
| 1974 | 1.038      | -1.533  |               |
| 1975 | 1.035      | -3      |               |
| 1976 | 1.032      | -3      |               |
| 1977 | 1.030      | -2      |               |
| 1978 | 1.030      | 0       |               |
| 1979 | 1.030      | 0       |               |
| 1980 | 1.029      | -1      |               |
| 1981 | 1.031      | 2       |               |
| 1982 | 1.031      | 0       |               |
| 1983 | 1.031      | 0       |               |
| 1984 | 1.031      | 0       |               |
| 1985 | 1.031      | 0       |               |
| 1986 | 1.031      | 0       |               |
| 1987 | 1.031      | 0       |               |
| 1988 | 1.030      | -1      |               |
| 1989 | 1.031      | 1       |               |
| 1990 | 1.031      | 0       |               |
| 1991 | 1.031      | 0       |               |
| 1992 | 1.030      | -1      |               |
| 1993 | 1.030      | 0       |               |
| 1994 | 1.031      | 1       |               |
| 1995 | 1.031      | 0       | 142           |
| 1996 | 1.032      | 1       | 142           |
| 1997 | 1.032      | 0       | 142           |
| 1998 | 1.032      | 0       | 142           |
| 1999 | 1.032      | 0       | 142           |
| 2000 | 1.032      | 0       | 142           |
| 2001 | 1.032      | 0       | 142           |
| 2002 | 1.026      | -6      | 140           |
| 2003 | 1.026      | 0       | 140           |
| 2004 | 1.026      | 0       | 140           |
| 2005 | 1.026      | 0       | 140           |
| 2006 | 1.025      | -1      | 140           |
| 2007 | 1.024      | -1      | 138           |
| 2008 | 1.024      | 0       | 138           |
| 2009 | 1.024      | 0       | 138           |
| 2010 | 1.024      | 0       | 137           |
| 2011 | 1.010      | -14     | 131           |
| 2012 | 1.010      | 0       | 131           |
| 2013 | 1.002      | -8      | 129           |
| 2014 | 993        | -9      | 126           |
| 2015 | 973        | -20     | 122           |
| 2016 | 946        | -27     | 116           |
| 2017 | 945        | -1      | 116           |
| 2018 | 945        | 0       | 116           |
| 2019 | 945        | 0       | 116           |
| 2020 | 944        | -1      | 116           |
| 2021 | 941        | -3      | 114           |

Zum 1. November 2021 gibt es 941 Gemeinden (inkl. der gemeindefreien Gebiete Lohheide und Osterheide).

### 1977–1989
| Änderungen zum 1. Januar 1977 | Gmde.-Alt | Abw. | Gmde.-Neu | SGmde.-Alt | SGmde.-Neu |
| ----------------------------- | --------- | ---- | --------- | ---------- | ---------- |
| 1.                            | 1032      | -2   | 1030      |            |            |
| Änderungen zum 1980?          | Gmde.-Alt | Abw. | Gmde.-Neu | SGmde.-Alt | SGmde.-Neu |
| 2.                            | 1030      | -1   | 1029      |            |            |
| Änderungen zum 1. Mai 1981    | Gmde.-Alt | Abw. | Gmde.-Neu | SGmde.-Alt | SGmde.-Neu |
| 3.                            | 1029      | +2   | 1031      |            |            |
| Änderungen zum 1988?          | Gmde.-Alt | Abw. | Gmde.-Neu | SGmde.-Alt | SGmde.-Neu |
| 4.                            | 1031      | -1   | 1030      |            |            |
| Änderungen zum 1989?          | Gmde.-Alt | Abw. | Gmde.-Neu | SGmde.-Alt | SGmde.-Neu |
| 5.                            | 1030      | +1   | 1031      |            |            |
| Änderungen zum 1992?          | Gmde.-Alt | Abw. | Gmde.-Neu | SGmde.-Alt | SGmde.-Neu |
| 6.                            | 1031      | -1   | 1030      |            |            |

| Gemeinde | Neue Gemeinde | Bild | Bild |
| --- | ------------- | ---- | ---- |
| 1. Gesetz über Gebietsänderungen in den Bereichen Faßberg/Müden (Oertze) und Poitzen im Landkreis Celle vom 10. Dezember 1975 verkündet im Nds. GVBl. Nr. 37/1976 S. 317                                      |               |      |      |
| Samtgemeinde Faßberg | aufgelöst     |      |      |
| Gemeindefreier Bezirk Faßberg | Faßberg       |      |      |
| Müden (Oertze) | Faßberg       |      |      |
| Poitzen | Faßberg       |      |      |
| 3. Gesetz zur Neubildung der Gemeinden Bad Laer, Glandorf und Didderse sowie zur Umbenennung der Gemeinde Söhlde vom 20. Februar 1981 verkündet im Nds. GVBl. Nr. 4/1981 S. 13                                |               |      |      |
| Bad Laer | Bad Laer      |      |      |
| Bad Laer | Glandorf      |      |      |
| Wendeburg | Wendeburg     |      |      |
| Wendeburg | Didderse      |      |      |
| Durch Urteil des Bundesverfassungsgerichts vom 12. Januar 1982 wurde die Umbenennung von Söhlde zu Hoheneggelsen für nichtig erklärt, und am 7. April 1982 erfolgte die erneute Umbenennung zurück zu Söhlde. |               |      |      |
| Söhlde -> Hoheneggelsen -> Söhlde |               |      |      |

### 1990
| Gemeinde | Neue Gemeinde | Bild | Bild |
| --- | ------------- | ---- | ---- |
| Gesetz zur Neubildung der Stadt Aschendorf sowie der Gemeinden Langförden, Vörden und Mulsum, Landkreis Cuxhaven vom 28. März 1990 verkündet im Nds. GVBl. Nr. 15/1990 S. 113 1. September 1990: Gesetz wurde durch das BVerfG nicht in Kraft gesetzt: Aschendorf wird wieder aus Papenburg ausgegliedert; Langförden wird aus Vechta ausgegliedert; Vörden, Hinnenkamp und Hörsten werden aus Neuenkirchen ausgegliedert; Mulsum wird aus Kutenholz ausgegliedert Verordnung zur Eingliederung der Gemeinde Mulsum in die Gemeinde Kutenholz vom 10. Oktober 1990 verkündet im Nds. GVBl. Nr. 38/1990 S. 449 16. Oktober 1990: Mulsum wird wieder in Kutenholz eingegliedert. |               |      |      |

### 1993
| Gemeinde | Neue Gemeinde | Bild | Bild |
| --- | ------------- | ---- | ---- |
| Am 30. Juni 1993 wird das Amt Neuhaus an Niedersachsen angefügt; 1. Oktober 1993: Vorher 1.030 .... +1 .... 1.031 Nachher |               |      |      |
| Samtgemeinde Amt Neuhaus                                                                                                  | aufgelöst     |      |      |
| Haar | Amt Neuhaus   |      |      |
| Kaarßen | Amt Neuhaus   |      |      |
| Neuhaus (Elbe) | Amt Neuhaus   |      |      |
| Stapel | Amt Neuhaus   |      |      |
| Sumte | Amt Neuhaus   |      |      |
| Tripkau | Amt Neuhaus   |      |      |

### 2001 bis 2010
- Samtgemeinden: Vorher 142 .... -5 .... 137 Nachher

| Gemeinde | Neue Gemeinde                  | Bild | Bild |
| --- | ------------------------------ | ---- | ---- |
| 1. November 2001: Vorher 1.032 .... -2 .... 1.030 Nachher; Vorher 142 .... -1 .... 141 Nachher |                                |      |      |
| Samtgemeinde Dornum | aufgelöst                      |      |      |
| Dornum | Dornum                         |      |      |
| Dornumersiel | Dornum                         |      |      |
| Nesse | Dornum                         |      |      |
| 1. November 2001: Vorher 1.030 .... -4 .... 1.026 Nachher; Vorher 141 .... -1 .... 140 Nachher |                                |      |      |
| Samtgemeinde Bunde | aufgelöst                      |      |      |
| Bunde | Bunde                          |      |      |
| Boen | Bunde                          |      |      |
| Bunderhee | Bunde                          |      |      |
| Dollart | Bunde                          |      |      |
| Wymeer | Bunde                          |      |      |
| 2005: Vorher 1.026 .... -1 .... 1.025 Nachher |                                |      |      |
| ????? | ???????                        |      |      |
| ????? | ???????                        |      |      |
| 1. November 2006: Vorher 1.025 .... -1 .... 1.024 Nachher Gesetz über die Neubildung der Gemeinde Thedinghausen, Landkreis Verden vom 18. Mai 2006 verkündet im Nds. GVBl. Nr. 14/2006 S. 214                                   |                                |      |      |
| Thedinghausen | Thedinghausen                  |      |      |
| Morsum | Thedinghausen                  |      |      |
| 1. November 2006: Vorher 140 .... -1 .... 139 Nachher Gesetz zur Stärkung der kommunalen Selbstverwaltung im Landkreis Lüchow-Dannenberg (Lüchow-Dannenberg-Gesetz) vom 23. Mai 2006 verkündet im Nds. GVBl. Nr. 14/2006 S. 215 |                                |      |      |
| Samtgemeinde Dannenberg (Elbe) | Samtgemeinde Elbtalaue         |      |      |
| Samtgemeinde Hitzacker (Elbe) | Samtgemeinde Elbtalaue         |      |      |
| 1. November 2006: Vorher 139 .... -1 .... 138 Nachher Gesetz zur Stärkung der kommunalen Selbstverwaltung im Landkreis Lüchow-Dannenberg (Lüchow-Dannenberg-Gesetz) vom 23. Mai 2006 verkündet im Nds. GVBl. Nr. 14/2006 S. 215 |                                |      |      |
| Samtgemeinde Lüchow | Samtgemeinde Lüchow (Wendland) |      |      |
| Samtgemeinde Clenze | Samtgemeinde Lüchow (Wendland) |      |      |
| 1. Januar 2010: Vorher 138 .... -1 .... 137 Nachher Verordnung über den Zusammenschluss der Samtgemeinden Bodenwerder und Polle, Landkreis Holzminden vom 12. September 2009 verkündet im Nds. GVBl. Nr. 20/2009 S. 355         |                                |      |      |
| Samtgemeinde Bodenwerder | Samtgemeinde Bodenwerder-Polle |      |      |
| Samtgemeinde Polle | Samtgemeinde Bodenwerder-Polle |      |      |

### 2011
| Änderungen zum 1. Januar 2011   | Gmde.-Alt | Abw. | Gmde.-Neu | SGmde.-Alt | SGmde.-Neu |
| ------------------------------- | --------- | ---- | --------- | ---------- | ---------- |
| 1.                              |           |      |           | 137        | 136        |
| 2.                              |           |      |           | 136        | 135        |
| Änderungen zum 1. November 2011 |           |      |           |            |            |
| 3.                              | 1024      | -1   | 1023      |            |            |
| 4.                              | 1023      | -1   | 1022      |            |            |
| 5.                              | 1022      | -2   | 1020      | 135        | 134        |
| 6.                              | 1020      | -1   | 1019      |            |            |
| 7.                              | 1019      | -8   | 1011      | 134        | 133        |
| 8.                              | 1011      | -1   | 1010      |            |            |
| 9.                              |           |      |           |            |            |
| 10.                             |           |      |           | 133        | 132        |
| 11.                             |           |      |           | 132        | 131        |

| Gemeinde | Neue Gemeinde                             | Bild | Bild |
| --- | ----------------------------------------- | ---- | ---- |
| 1. Verordnung über den Zusammenschluss der Samtgemeinden Grafschaft Hoya und Eystrup, Landkreis Nienburg/Weser vom 28. Mai 2010 verkündet im Nds. GVBl. Nr. 15/2010 S. 239                                |                                           |      |      |
| Samtgemeinde Grafschaft Hoya | Samtgemeinde Grafschaft Hoya              |      |      |
| Samtgemeinde Eystrup | Samtgemeinde Grafschaft Hoya              |      |      |
| 2. Verordnung über den Zusammenschluss der Samtgemeinden Hadeln und Sietland, Landkreis Cuxhaven vom 7. April 2010 verkündet im Nds. GVBl. Nr. 10/2010 S. 162                                             |                                           |      |      |
| Samtgemeinde Hadeln | Samtgemeinde Land Hadeln                  |      |      |
| Samtgemeinde Sietland | Samtgemeinde Land Hadeln                  |      |      |
| 3. Gesetz über die Vereinigung der Stadt Schüttorf und der Gemeinde Suddendorf, Landkreis Grafschaft Bentheim vom 17. Februar 2011 verkündet im Nds. GVBl. Nr. 5/2011 S. 60                               |                                           |      |      |
| Schüttorf | Schüttorf                                 |      |      |
| Suddendorf | Schüttorf                                 |      |      |
| 4. Gesetz über die Vereinigung der Gemeinde Achim und der Gemeinde Börßum, Samtgemeinde Oderwald, Landkreis Wolfenbüttel vom 13. April 2011 verkündet im Nds. GVBl. Nr. 9/2011 S. 115                     |                                           |      |      |
| Börßum | Börßum                                    |      |      |
| Achim (Börßum) | Börßum                                    |      |      |
| 5. Gesetz über den Zusammenschluss der Samtgemeinden Bodenteich und Wrestedt und über die Neubildung der Gemeinde Wrestedt, Landkreis Uelzen vom 13. April 2011 verkündet im Nds. GVBl. Nr. 9/2011 S. 116 |                                           |      |      |
| Samtgemeinde Wrestedt | Samtgemeinde Aue                          |      |      |
| Samtgemeinde Bodenteich | Samtgemeinde Aue                          |      |      |
| Wrestedt | Wrestedt                                  |      |      |
| Wieren | Wrestedt                                  |      |      |
| Stadensen | Wrestedt                                  |      |      |
| 6. Gesetz über die Neubildung der Stadt Braunlage, Landkreis Goslar vom 16. März 2011 verkündet im Nds. GVBl. Nr. 7/2011 S. 76                                                                            |                                           |      |      |
| Braunlage | Braunlage                                 |      |      |
| Sankt Andreasberg | Braunlage                                 |      |      |
| 7. Gesetz über die Neubildung der Gemeinde Beverstedt, Landkreis Cuxhaven vom 17. Februar 2011 verkündet im Nds. GVBl. Nr. 5/2011 S. 61                                                                   |                                           |      |      |
| Samtgemeinde Beverstedt | aufgelöst                                 |      |      |
| Beverstedt | Beverstedt                                |      |      |
| Appeln | Beverstedt                                |      |      |
| Bokel (Beverstedt) | Beverstedt                                |      |      |
| Frelsdorf | Beverstedt                                |      |      |
| Heerstedt | Beverstedt                                |      |      |
| Hollen (Beverstedt) | Beverstedt                                |      |      |
| Kirchwistedt | Beverstedt                                |      |      |
| Lunestedt | Beverstedt                                |      |      |
| Stubben (Beverstedt) | Beverstedt                                |      |      |
| 8. Gesetz über die Neubildung des Fleckens Bruchhausen-Vilsen, Landkreis Diepholz vom 8. Dezember 2010 verkündet im Nds. GVBl. Nr. 30/2010 S. 552                                                         |                                           |      |      |
| Bruchhausen-Vilsen | Bruchhausen-Vilsen                        |      |      |
| Engeln | Bruchhausen-Vilsen                        |      |      |
| 9.Fusionsvertrag zum Zusammenschluss der Samtgemeinde Landesbergen und der Gemeinde Stolzenau, Landkreis Nienburg/Weser vom 17. Mai 2010                                                                  |                                           |      |      |
| Samtgemeinde Landesbergen | Samtgemeinde Mittelweser                  |      |      |
| Stolzenau | Samtgemeinde Mittelweser                  |      |      |
| 10. Verordnung über den Zusammenschluss der Samtgemeinden Eschershausen und Stadtoldendorf, Landkreis Holzminden vom 10. Juni 2010 verkündet im Nds. GVBl. Nr. 16/2010 S. 252                             |                                           |      |      |
| Samtgemeinde Eschershausen | Samtgemeinde Eschershausen-Stadtoldendorf |      |      |
| Samtgemeinde Stadtoldendorf | Samtgemeinde Eschershausen-Stadtoldendorf |      |      |
| 11. Verordnung über den Zusammenschluss der Samtgemeinden Bevensen und Altes Amt Ebstorf, Landkreis Uelzen vom 16. Dezember 2010 verkündet im Nds. GVBl. Nr. 31/2010 S. 622                               |                                           |      |      |
| Samtgemeinde Altes Amt Ebstorf | Samtgemeinde Bevensen-Ebstorf             |      |      |
| Samtgemeinde Bevensen | Samtgemeinde Bevensen-Ebstorf             |      |      |

### 2013
| Änderungen zum 1. Januar 2013   | Gmde.-Alt | Abw. | Gmde.-Neu | SGmde.-Alt | SGmde.-Neu |
| ------------------------------- | --------- | ---- | --------- | ---------- | ---------- |
| 1.                              | 1010      | -1   | 1009      |            |            |
| Änderungen zum 1. März 2013     |           |      |           |            |            |
| 2.                              | 1009      | -4   | 1005      | 131        | 130        |
| Änderungen zum 1. November 2013 |           |      |           |            |            |
| 3.                              | 1005      | -3   | 1002      | 130        | 129        |

| Gemeinde | Neue Gemeinde    | Bild | Bild |
| --- | ---------------- | ---- | ---- |
| 1. Gesetz über die Vereinigung der Gemeinde Kreiensen und der Stadt Einbeck, Landkreis Northeim vom 18. Juli 2012 verkündet im Nds. GVBl. Nr. 16/2012 S. 268 |                  |      |      |
| Einbeck | Einbeck          |      |      |
| Kreiensen | Einbeck          |      |      |
| 2. Gesetz über die Neubildung der Gemeinde Bad Grund (Harz), Landkreis Osterode am Harz vom 18. Juli 2012 verkündet im Nds. GVBl. Nr. 16/2012 S. 267         |                  |      |      |
| Samtgemeinde Bad Grund (Harz) | aufgelöst        |      |      |
| Bad Grund (Harz) (Stadt) | Bad Grund (Harz) |      |      |
| Badenhausen | Bad Grund (Harz) |      |      |
| Eisdorf | Bad Grund (Harz) |      |      |
| Windhausen | Bad Grund (Harz) |      |      |
| Gittelde | Bad Grund (Harz) |      |      |
| 3. Gesetz über die Neubildung der Gemeinde Schladen-Werla, Landkreis Wolfenbüttel vom 8. November 2012 verkündet im Nds. GVBl. Nr. 26/2012 S. 429            |                  |      |      |
| Samtgemeinde Schladen | aufgelöst        |      |      |
| Gielde | Schladen-Werla   |      |      |
| Schladen | Schladen-Werla   |      |      |
| Werlaburgdorf | Schladen-Werla   |      |      |
| Hornburg (Stadt) | Schladen-Werla   |      |      |

### 2014
| Änderungen zum 1. Januar 2014 |           |      |           |            |            |
| Nr.                           | Gmde.-Alt | Abw. | Gmde.-Neu | SGmde.-Alt | SGmde.-Neu |
| 1.                            | 1002      | -3   | 999       | 129        | 128        |
| 2.                            | 999       | -5   | 994       | 128        | 127        |
| 3.                            | 994       | -1   | 993       |            |            |
| 4.                            |           |      |           | 127        | 126        |

| Gemeinde | Neue Gemeinde                        | Bild | Bild |
| --- | ------------------------------------ | ---- | ---- |
| 1. Gesetz über die Neubildung der Gemeinde Eschede, Landkreis Celle vom 19. Juni 2013 verkündet im Nds. GVBl. Nr. 10/2013 S. 164                                    |                                      |      |      |
| Samtgemeinde Eschede | aufgelöst                            |      |      |
| Eschede | Eschede                              |      |      |
| Habighorst | Eschede                              |      |      |
| Höfer | Eschede                              |      |      |
| Scharnhorst | Eschede                              |      |      |
| 2. Gesetz über die Neubildung der Gemeinde Hagen im Bremischen, Landkreis Cuxhaven vom 19. Juni 2013 verkündet im Nds. GVBl. Nr. 10/2013 S. 162                     |                                      |      |      |
| Samtgemeinde Hagen | aufgelöst                            |      |      |
| Hagen im Bremischen | Hagen im Bremischen                  |      |      |
| Bramstedt | Hagen im Bremischen                  |      |      |
| Driftsethe | Hagen im Bremischen                  |      |      |
| Sandstedt | Hagen im Bremischen                  |      |      |
| Uthlede | Hagen im Bremischen                  |      |      |
| Wulsbüttel | Hagen im Bremischen                  |      |      |
| 3. Gesetz über die Vereinigung der Städte Vienenburg und Goslar, Landkreis Goslar vom 19. Juni 2013 verkündet im Nds. GVBl. Nr. 10/2013 S. 163                      |                                      |      |      |
| Goslar | Goslar                               |      |      |
| Vienenburg | Goslar                               |      |      |
| 4. Verordnung über den Zusammenschluss der Samtgemeinden Himmelpforten und Oldendorf, Landkreis Stade vom 14. Februar 2013 verkündet im Nds. GVBl. Nr. 4/2013 S. 69 |                                      |      |      |
| Samtgemeinde Himmelpforten | Samtgemeinde Oldendorf-Himmelpforten |      |      |
| Samtgemeinde Oldendorf | Samtgemeinde Oldendorf-Himmelpforten |      |      |

### 2015
| Änderungen zum 1. Januar 2015 |           |      |           |            |            |
| Nr.                           | Gmde.-Alt | Abw. | Gmde.-Neu | SGmde.-Alt | SGmde.-Neu |
| 1.                            | 993       | -7   | 986       | 126        | 125        |
| 2.                            | 986       | -8   | 978       | 125        | 124        |
| 3.                            | –         | –    | –         | 124        | 123        |
| 4.                            | 978       | -1   | 977       | –          | –          |
| 5.                            | 977       | -3   | 974       | 123        | 122        |
| 6.                            | 974       | -1   | 973       | –          | –          |

| Gemeinde | Neue Gemeinde         | Bild | Bild |
| --- | --------------------- | ---- | ---- |
| 1. Gesetz über die Neubildung der Gemeinde Wurster Nordseeküste, Landkreis Cuxhaven vom 8. November 2012 verkündet im Nds. GVBl. Nr. 26/2012 S. 428                  |                       |      |      |
| Samtgemeinde Land Wursten | aufgelöst             |      |      |
| Nordholz | Wurster Nordseeküste  |      |      |
| Cappel | Wurster Nordseeküste  |      |      |
| Dorum | Wurster Nordseeküste  |      |      |
| Midlum | Wurster Nordseeküste  |      |      |
| Misselwarden | Wurster Nordseeküste  |      |      |
| Mulsum | Wurster Nordseeküste  |      |      |
| Padingbüttel | Wurster Nordseeküste  |      |      |
| Wremen | Wurster Nordseeküste  |      |      |
| 2. Gesetz über die Neubildung der Stadt Geestland, Landkreis Cuxhaven vom 8. November 2012 verkündet im Nds. GVBl. Nr. 26/2012 S. 430                                |                       |      |      |
| Samtgemeinde Bederkesa | aufgelöst             |      |      |
| Langen | Geestland             |      |      |
| Bad Bederkesa | Geestland             |      |      |
| Drangstedt | Geestland             |      |      |
| Elmlohe | Geestland             |      |      |
| Flögeln | Geestland             |      |      |
| Köhlen | Geestland             |      |      |
| Kührstedt | Geestland             |      |      |
| Lintig | Geestland             |      |      |
| Ringstedt | Geestland             |      |      |
| 3. Verordnung über den Zusammenschluss der Samtgemeinden Asse und Schöppenstedt, Landkreis Wolfenbüttel vom 14. April 2014 verkündet im Nds. GVBl. Nr. 7/2014 S. 104 |                       |      |      |
| Samtgemeinde Asse | Samtgemeinde Elm-Asse |      |      |
| Samtgemeinde Schöppenstedt | Samtgemeinde Elm-Asse |      |      |
| 4. Gesetz über die Neubildung der Gemeinde Südheide, Landkreis Celle vom 15. Mai 2014 verkündet im Nds. GVBl. Nr. 9/2014 S. 142                                      |                       |      |      |
| Hermannsburg | Südheide              |      |      |
| Unterlüß | Südheide              |      |      |
| 5. Gesetz über die Neubildung der Berg- und Universitätsstadt Clausthal-Zellerfeld, Landkreis Goslar vom 22. Oktober 2014 verkündet im Nds. GVBl. Nr. 21/2014 S. 299 |                       |      |      |
| Samtgemeinde Oberharz | aufgelöst             |      |      |
| Clausthal-Zellerfeld | Clausthal-Zellerfeld  |      |      |
| Altenau | Clausthal-Zellerfeld  |      |      |
| Schulenberg im Oberharz | Clausthal-Zellerfeld  |      |      |
| Wildemann | Clausthal-Zellerfeld  |      |      |
| 6. Gesetz über die Neubildung der Gemeinde Ilsede, Landkreis Peine vom 16. Dezember 2014 verkündet im Nds. GVBl. Nr. 26/2014 S. 434                                  |                       |      |      |
| Ilsede | Ilsede                |      |      |
| Lahstedt | Ilsede                |      |      |

### 2016
| Änderungen zum 1. November 2016 |           |      |           |            |            |
| Nr.                             | Gmde.-Alt | Abw. | Gmde.-Neu | SGmde.-Alt | SGmde.-Neu |
| 1.                              | 973       | -1   | 972       | 122        | 121        |
| 2.                              | 972       | -1   | 971       | –          | –          |
| 3.                              | 971       | -9   | 962       | 121        | 120        |
| 4.                              | 962       | -4   | 958       | 120        | 119        |
| 5.                              | 958       | -4   | 954       | 119        | 118        |
| 6.                              | 954       | -3   | 951       | 118        | 117        |
| 7.                              | 951       | -2   | 949       | –          | –          |
| 8.                              | 949       | -1   | 948       | –          | –          |
| 9.                              | 948       | -2   | 946       | 117        | 116        |

| Gemeinde | Neue Gemeinde              | Bild | Bild |
| --- | -------------------------- | ---- | ---- |
| 1. Verordnung über den Zusammenschluss der Samtgemeinden Am Dobrock und Land Hadeln vom 10. November 2015 verkündet im Nds. GVBl. Nr. 19/2015 S. 317 Gesetz über die Neubildung der Gemeinde Cadenberge, Landkreis Cuxhaven vom 12. November 2015 verkündet im Nds. GVBl. Nr. 19/2015 S. 303   |                            |      |      |
| Samtgemeinde Am Dobrock | Samtgemeinde Land Hadeln   |      |      |
| Samtgemeinde Land Hadeln | Samtgemeinde Land Hadeln   |      |      |
| Cadenberge | Cadenberge                 |      |      |
| Geversdorf | Cadenberge                 |      |      |
| 2. Gesetz über die Neubildung des Fleckens Bruchhausen-Vilsen, Landkreis Diepholz vom 12. November 2015 verkündet im Nds. GVBl. Nr. 19/2015 S. 306 |                            |      |      |
| Süstedt | Bruchhausen-Vilsen         |      |      |
| Bruchhausen-Vilsen | Bruchhausen-Vilsen         |      |      |
| 3. Gesetz über die Vereinigung der Gemeinden Banteln, Betheln, Brüggen, Despetal, Rheden und der Stadt Gronau (Leine) sowie über die Neubildung des Fleckens Duingen und der Samtgemeinde Leinebergland, Landkreis Hildesheim vom 15. Dezember 2015 verkündet im Nds. GVBl. Nr. 22/2015 S. 399 |                            |      |      |
| Samtgemeinde Gronau | Samtgemeinde Leinebergland |      |      |
| Samtgemeinde Duingen | Samtgemeinde Leinebergland |      |      |
| Banteln | Gronau                     |      |      |
| Betheln | Gronau                     |      |      |
| Brüggen | Gronau                     |      |      |
| Despetal | Gronau                     |      |      |
| Gronau | Gronau                     |      |      |
| Rheden | Gronau                     |      |      |
| Eime | Eime                       |      |      |
| Coppengrave | Duingen                    |      |      |
| Duingen | Duingen                    |      |      |
| Hoyershausen | Duingen                    |      |      |
| Marienhagen | Duingen                    |      |      |
| Weenzen | Duingen                    |      |      |
| 4. Gesetz über die Neubildung der Gemeinde Sibbesse, Landkreis Hildesheim vom 12. November 2015 verkündet im Nds. GVBl. Nr. 19/2015 S. 304 |                            |      |      |
| Samtgemeinde Sibbesse | aufgelöst                  |      |      |
| Adenstedt | Sibbesse                   |      |      |
| Almstedt | Sibbesse                   |      |      |
| Eberholzen | Sibbesse                   |      |      |
| Sibbesse | Sibbesse                   |      |      |
| Westfeld | Sibbesse                   |      |      |
| 5. Gesetz über die Neubildung der Gemeinde Lamspringe, Landkreis Hildesheim vom 12. November 2015 verkündet im Nds. GVBl. Nr. 19/2015 S. 305 |                            |      |      |
| Samtgemeinde Lamspringe | aufgelöst                  |      |      |
| Harbarnsen | Lamspringe                 |      |      |
| Lamspringe | Lamspringe                 |      |      |
| Neuhof | Lamspringe                 |      |      |
| Sehlem | Lamspringe                 |      |      |
| Woltershausen | Lamspringe                 |      |      |
| 6. Gesetz über die Neubildung der Gemeinde Freden (Leine), Landkreis Hildesheim vom 15. Dezember 2015 verkündet im Nds. GVBl. Nr. 22/2015 S. 401 |                            |      |      |
| Samtgemeinde Freden (Leine) | aufgelöst                  |      |      |
| Everode | Freden (Leine)             |      |      |
| Freden (Leine) | Freden (Leine)             |      |      |
| Landwehr | Freden (Leine)             |      |      |
| Winzenburg | Freden (Leine)             |      |      |
| 7. Gesetz über die Neubildung der Gemeinde Söllingen, Landkreis Helmstedt vom 17. Februar 2016 verkündet im Nds. GVBl. Nr. 2/2016 S. 35 |                            |      |      |
| Söllingen | Söllingen                  |      |      |
| Twieflingen | Söllingen                  |      |      |
| Ingeleben | Söllingen                  |      |      |
| 8. Gesetz über die Neubildung der Gemeinde Remlingen-Semmenstedt, Landkreis Wolfenbüttel vom 17. Februar 2016 verkündet im Nds. GVBl. Nr. 2/2016 S. 37 |                            |      |      |
| Remlingen | Remlingen-Semmenstedt      |      |      |
| Semmenstedt | Remlingen-Semmenstedt      |      |      |
| 9. Gesetz über die Neubildung der Gemeinde Walkenried, Landkreis Osterode am Harz vom 17. Februar 2016 verkündet im Nds. GVBl. Nr. 2/2016 S. 36 |                            |      |      |
| Samtgemeinde Walkenried | aufgelöst                  |      |      |
| Walkenried | Walkenried                 |      |      |
| Wieda | Walkenried                 |      |      |
| Zorge | Walkenried                 |      |      |
| 10. Gesetz über die kommunale Neuordnung der Landkreise Göttingen und Osterode am Harz vom 12. November 2015 verkündet im Nds. GVBl. Nr. 19/2015 S. 307 |                            |      |      |
| Landkreis Göttingen | Landkreis Göttingen        |      |      |
| Landkreis Osterode am Harz | Landkreis Göttingen        |      |      |

### 2017
| Änderung zum 1. Juli 2017 |           |      |           |            |            |
| Nr.                       | Gmde.-Alt | Abw. | Gmde.-Neu | SGmde.-Alt | SGmde.-Neu |
| 1.                        | 946       | -1   | 945       | –          | –          |

| Gemeinde | Neue Gemeinde | Bild | Bild |
| --- | ------------- | ---- | ---- |
| 1. Gesetz über die Neubildung der Stadt Helmstedt, Landkreis Helmstedt vom 6. April 2017 verkündet im Nds. GVBl. Nr. 6/2017 S. 98 |               |      |      |
| Büddenstedt | Helmstedt     |      |      |
| Helmstedt | Helmstedt     |      |      |

### 2020
| Änderung zum 1. Januar 2020 |           |      |           |            |            |
| Nr.                         | Gmde.-Alt | Abw. | Gmde.-Neu | SGmde.-Alt | SGmde.-Neu |
| 1.                          | 945       | -1   | 944       | –          | –          |

| Gemeinde | Neue Gemeinde | Bild | Bild |
| --- | ------------- | ---- | ---- |
| 1. Gesetz über die Vereinigung der Stadt Walsrode und der Gemeinde Bomlitz, Landkreis Heidekreis vom 25. Oktober 2018 verkündet im Nds. GVBl. Nr. 14/2018 S. 223 |               |      |      |
| Bomlitz | Walsrode      |      |      |
| Walsrode | Walsrode      |      |      |

### 2021
| Änderungen zum 1. November 2021 |           |      |           |            |            |
| Nr.                             | Gmde.-Alt | Abw. | Gmde.-Neu | SGmde.-Alt | SGmde.-Neu |
| 1.                              | 944       | -3   | 941       | 116        | 115        |
| 2.                              | –         | –    | –         | 115        | 114        |

| Gemeinde | Neue Gemeinde          | Bild | Bild |
| --- | ---------------------- | ---- | ---- |
| 1. Gesetz über die Vereinigung der Mitgliedsgemeinden der Samtgemeinde Lutter am Barenberge und der Stadt Langelsheim, Landkreis Goslar vom 11. November 2020 verkündet im Nds. GVBl. Nr. 40/2020 S. 391 |                        |      |      |
| Samtgemeinde Lutter am Barenberge | aufgelöst              |      |      |
| Langelsheim | Langelsheim            |      |      |
| Hahausen | Langelsheim            |      |      |
| Lutter am Barenberge | Langelsheim            |      |      |
| Wallmoden | Langelsheim            |      |      |
| 2. Verordnung über den Zusammenschluss der Samtgemeinden Liebenau und Marklohe, Landkreis Nienburg/Weser vom 17. Dezember 2020 verkündet im Nds. GVBl. Nr. 47/2020 S. 502                                |                        |      |      |
| Samtgemeinde Liebenau | Samtgemeinde Weser-Aue |      |      |
| Samtgemeinde Marklohe | Samtgemeinde Weser-Aue |      |      |